# Reinhold Rudolf Junghanns
Reinhold Rudolf Junghanns (* 29. September 1884 in Zwickau; † 26. Februar 1967 in Zürich) war ein deutscher, seit Anfang der 1920er-Jahre in der Schweiz lebender Maler, Radierer, Lithograf und Bildhauer.

## Leben und Werk
Reinhold Rudolf Junghanns war Sohn eines Baumeisters. Ab 1908 besuchte er die Malklasse von Angelo Jank an der Akademie der Bildenden Künste München. Inspiriert von der Persönlichkeit Emmy Hennings schuf Junghanns Zeichnungen und Radierungen, die 1914, in einer Mappe zusammengefasst, unter dem Titel Variationen über ein weibliches Thema bei Kurt Wolff in München herausgegeben wurden.
Junghanns hielt sich 1916 zur Kur im Engadin auf. Ab 1922 lebte er in Bern, ab 1930 in Zürich. Seine Werke stellte er u. a. 1917 zusammen mit Augusto Giacometti, Max Oppenheimer, Louise Cathérine Breslau, Gertrud Escher, Rosa Paul, Fritz Voellmy, Ulrich Wilhelm Züricher, Charles Welti im Kunsthaus Zürich aus. Mit Käthe Kollwitz, Dora Lauterburg, Karl Aegerter, Hans Brasch, Friedrich Traffelet und Otto Séquin stellte er zudem 1926 seine Werke in der Kunsthalle Bern aus.